# Lydia Hiernickel
Lydia Judy Hiernickel (* 23. Dezember 1996 in Schwanden) ist eine Schweizer Skilangläuferin und Biathletin.

## Werdegang
Hiernickel, die für die Gardes-Frontière startet, nahm von 2011 bis 2016 an U18- und U20-Rennen im Alpencup teil. Dabei belegte sie in der Saison 2014/15 und 2015/16 jeweils den zweiten Platz in der U20-Gesamtwertung. Ihre besten Platzierungen beim Europäischen Olympischen Winter-Jugendfestival 2013 in Predeal waren der zehnte Platz über 5 km klassisch und der fünfte Rang mit der Mixed-Staffel. Bei den Junioren-Skiweltmeisterschaften 2014 im Val di Fiemme kam sie auf den 20. Platz im Skiathlon, auf den 18. Rang über 5 km klassisch und auf den fünften Platz mit der Staffel. Ihre besten Ergebnisse bei den Junioren-Skiweltmeisterschaften 2015 in Almaty waren der siebte Platz im Sprint und der sechste Rang mit der Staffel. Im Januar 2016 absolvierte sie in Nové Město ihr erstes Weltcuprennen, welches sie mit dem achten Platz mit der Staffel beendete. Ihre besten Resultate bei den Junioren-Skiweltmeisterschaften 2016 in Râșnov waren der 12. Platz über 5 km klassisch und der fünfte Rang mit der Staffel. Bei den U23-Skiweltmeisterschaften 2017 in Soldier Hollow belegte sie den 28. Platz im Sprint, den 26. Rang im Skiathlon und den 24. Platz über 10 km Freistil. Im Dezember 2017 lief sie in Davos ihr erstes Einzelrennen im Weltcup, welches sie auf dem 64. Platz über 10 km Freistil beendete. Bei den U23-Skiweltmeisterschaften 2018 in Goms errang sie den 15. Platz über 10 km klassisch und den 12. Platz im Skiathlon. Im Februar 2018 kam sie bei den Olympischen Winterspielen in Pyeongchang auf den 49. Platz über 10 km Freistil und auf den siebten Rang mit der Staffel.
In der Saison 2018/19 erreichte Hiernickel mit acht Top-Zehn-Platzierungen, darunter Platz drei im 15-km-Massenstartrennen in Nové Město, den zweiten Platz in der Gesamtwertung des Alpencups. Bei den U23-Skiweltmeisterschaften 2019 in Lahti lief sie auf den 19. Platz im 15-km-Massenstartrennen und auf den 13. Rang über 10 km Freistil. Beim Saisonhöhepunkt, den nordischen Skiweltmeisterschaften 2019 in Seefeld in Tirol, wurde sie Zehnte mit der Staffel. In der Saison 2020/21 erreichte sie mit drei Top-Zehn-Platzierungen, darunter Platz drei in der Verfolgung in Pokljuka, den dritten Platz in der Gesamtwertung des Alpencups. Bei den nordischen Skiweltmeisterschaften 2021 in Oberstdorf wurde sie Siebte mit der Staffel. In der Saison 2021/22 errang sie bei der Tour de Ski 2021/22 den 37. Platz. Dabei holte sie in Oberstdorf mit dem 29. Platz im 10-km-Massenstartrennen ihre ersten Weltcuppunkte. Im Februar 2022 gewann sie den Gommerlauf über 42 km Freistil und belegte bei den Olympischen Winterspielen in Peking den 32. Platz im Skiathlon sowie den 27. Rang im 30-km-Massenstartrennen. 
Nach der Saison 2021/22 wechselte Hiernickel zum Biathlon. Dabei nahm sie in der Saison 2022/23 und 2023/24 meist am IBU-Cup teil. Ihren erstes Rennen im Biathlon-Weltcup lief sie im Januar 2023 in Rasen-Antholz, wobei sie den 74. Platz im Sprint errang. Bei den Biathlon-Europameisterschaften 2023 in der Lenzerheide belegte sie den 62. Platz im Einzel, den 53. Rang im Sprint sowie den 42. Platz in der Verfolgung und bei den Biathlon-Europameisterschaften 2024 in Osrblie den 63. Platz im Einzel, den 61. Rang im Sprint sowie den siebten Platz in der Mixed-Staffel.
Bei Schweizer Meisterschaften im Skilanglauf gewann Hiernickel bisher 14 Medaillen. 2015 2016, 2018 und 2019 wurde sie Schweizer Meisterin in der Verfolgung (Stand: Saisonende 2023/24).